# Лазарь Серб
Лазарь Серб (серб. Лазар Хиландарац, Лазар Црноризац) — сербский православный монах, часовщик и инженер, ставший известным благодаря тому, что в 1404 году собрал и установил первые часы в Московском Кремле. Был родом из Призрена. Предположительно, покинул Сербию после битвы на Косовом поле в 1389 году. На Русь прибыл со святой горы Афон.
Упомянутое выше устройство было собрано Лазарем близ Благовещенского собора на подворье князя Василия Дмитриевича. Согласно летописям, часы имели очень сложный механизм с куклами, которые появлялись из прибора и ударяли в колокол. Их стоимость составила около 150 рублей, что было очень крупной суммой для того времени. Летопись так описывала прежние часы работы Лазаря:
…на всякій же часъ ударяетъ молоткомъ въ колоколъ, размѣряя и разчитая часы нощныя и дневныя, не бо человѣкъ ударяше, но человѣковидно, самозвонно и самодвижно, страннолѣпно нѣкако створено есть человѣческою хитростью, преизмечтано и преухищрено.
В Московском Кремле они исправно проработали 217 лет.
4 декабря 2004 года Сербская православная церковь решила отметить 600-летие изобретения и строительства башни с часами на праздник Введение Марии во храм. В литургии церквей в Белграде и в Москве был упомянут Лазарь. Мемориальные солнечные часы были установлены на Академии Сербской Православной Церкви в Белграде.
Сербский учёный-математик, доктор Драган Трифунович, отметил Лазаря и его изобретение как часть наследия сербских математиков средневековья, сказав, что «как математику [мне] было интересно, как Лазарь сделал часы. Он должен был знать деление Архимеда и как сделать три типа зубчатых колёс. Я предложил Кремлю установить мемориальную доску с надписью, там где когда-то стояла башня с часами» .
Наряду с Пахомием Сербом, Лазарь является одним из наиболее заметных сербов в русской средневековой истории.